# Nelson Rockefeller
Nelson Rockefeller (Bar Harbor, Maine, 1908. július 8. – New York, New York, 1979. január 26.) amerikai alelnök, New York állam kormányzója. John D. Rockefeller unokája.

## Elődök és utódok
| Elődje: Gerald Ford | Az Amerikai Egyesült Államok alelnöke 1974. december 19. – 1977. január 20. | Utódja: Walter Mondale |

| Elődje: W. Averell Harriman | New York állam kormányzója 1959. január 1. – 1973. december 18. | Utódja: Malcolm Wilson |